# Fionnghuala O'Reilly
Fionnghuala O'Reilly (Fort Knox, Kentucky; 20 de agosto de 1993) es una modelo, actriz, presentadora de televisión, ingeniera y reina de belleza irlandesa de origen estadounidense. En 2019 fue coronada como Miss Universo Irlanda. Hizo historia como la primera mujer de color y negra en representar a Irlanda en el concurso internacional de Miss Universo.
En 2020, se unió a Miranda Cosgrove en la serie de televisión de la CBS, nominada al Emmy Daytime, Mission Unstoppable. Fionnghuala también se unió al elenco de la película de HBO Max nominada al Mejor documental Twenty Pearls, dirigida por Deborah Riley Draper.

## Biografía

### Primeros años
Fionnghuala, que a menudo se hace llamar "Fig", nació de padre irlandés y madre afroamericana. O'Reilly firmó su primer contrato de modelo a los 19 años con una agencia de Milán (Italia). Es licenciada en Ingeniería de Sistemas por la Universidad George Washington, lo que le ha servido para convertirse en Datanaut de la NASA y directora regional del NASA International Space Apps Challenge en Washington D. C.
O'Reilly es miembro de Alpha Kappa Alpha junto a figuras notables como Kamala Harris y Mae Jemison.

### Concurso de belleza
En 2017, O'Reilly compitió en Miss Distrito de Columbia USA 2018, donde ganó un premio en traje de baño y quedó como tercera finalista. El 1 de agosto de 2019, O'Reilly compitió como Miss Dublín en el concurso Miss Universo Irlanda 2019 en Dublín. Ganó el concurso en un momento histórico al ser la primera mujer de color en hacerlo en la historia del concurso desde 1961. Fue coronada por la titular saliente, Grainne Gallanagh. Como Miss Universo Irlanda, representó a Irlanda en el concurso de Miss Universo 2019 y su plataforma destacó la necesidad de diversidad y de mujeres en STEM (ciencia, tecnología, ingeniería y matemáticas). Al final quedó sin clasificar.

### Filantropía
En 2021, O'Reilly recibió el premio AAIDN Heritage and Diaspora Spirit Award de la gala inaugural de los premios Diaspora Leadership Awards de la Red Afroamericana Irlandesa, presentada por Mary McAleese. En 2022, O'Reilly lanzó Space to Reach, una organización dedicada a promover a las mujeres de origen afroamericano en STEM.